# Бараново (хутор, Можайский городской округ)
Бараново — хутор в Можайском районе Московской области в составе Юрловского сельского поселения.

## География
Хутор расположен в южной части района, недалеко от границы с Калужской областью, примерно в 34 км к юго-западу от Можайска, на безымянном ручье — левом притоке реки Берега (приток реки Протва). Ближайшие населённые пункты — Балобново на юге и Губино на юго-востоке.

## История
До 2006 года Бараново входило в состав Губинского сельского округа.
Постановлением Губернатора Московской области от 21 февраля 2019 года № 76-ПГ категория населённого пункта изменена с «деревня» на «хутор».

## Население
| 2002 | 2006 | 2010 |
| ---- | ---- | ---- |
| 4    | ↘3   | ↘2   |